# نیروی هوایی ارتش جمهوری اسلامی ایران
نیروی هوایی ارتش با نام رسمی نیروی هوایی ارتش جمهوری اسلامی ایران (به‌اختصار: نهاجا) یکی از ۴ نیروی زیرمجموعه ارتش جمهوری اسلامی ایران است، که مسئولیت حفاظت از مرزهای هوایی و پشتیبانی نیروهای مسلح ایران را برعهده دارد. ریشه‌های شکل‌گیری نیروی هوایی در ایران، به دوره سلطنت احمدشاه قاجار بازمی‌گردد، که با کوشش نخست‌وزیر وقت؛ رضاخان سردار سپه، در سال ۱۳۰۳ نیروی هوایی شاهنشاهی ایران تأسیس شد. نیروی هوایی در دوره سلطنت محمدرضا شاه، توسعه فراوانی یافت و با وقوع انقلاب در سال ۱۳۵۷ نام آن به فرم کنونی تغییر پیدا کرد. در خلال جنگ ایران و عراق و در پی اعمال تحریم‌های بین‌المللی، ناوگان نیروی هوایی ارتش ایران به شدت آسیب دید و هم‌اکنون بر پایه آمار غیررسمی، نیروی هوایی ارتش جمهوری اسلامی ایران، ۳۴۵ فروند هواپیمای جنگنده در اختیار دارد. در حال حاضر سرتیپ خلبان حمید واحدی، فرماندهی نیروی هوایی ارتش را برعهده دارد.

## تاریخچه
ایجاد نیروی هوایی در دوران قاجار و در سال ۱۳۰۱ با فرمان تشکیل دفتر هوایی در ارکان حرب اعلان شد. این مجموعه در ابتدا هواپیمایی نداشت اما پس از مدتی
یک هواپیمای یونکرس با یک خلبان و تکنیسین در اختیار گرفته و در منطقه قلعه مرغی مستقر می‌کند. پس از مدتی نیروی هوایی به دستور رضاخان سردار سپه در ۱۱ خرداد ۱۳۰۳ حکم عمومی قشون، تحت شمار ۲۲۲ برای تأسیس نیروی هوایی صادر گردید و سرهنگ احمد نخجوان به ریاست ستاد آن، انتخاب شد.

## پایگاه‌ها

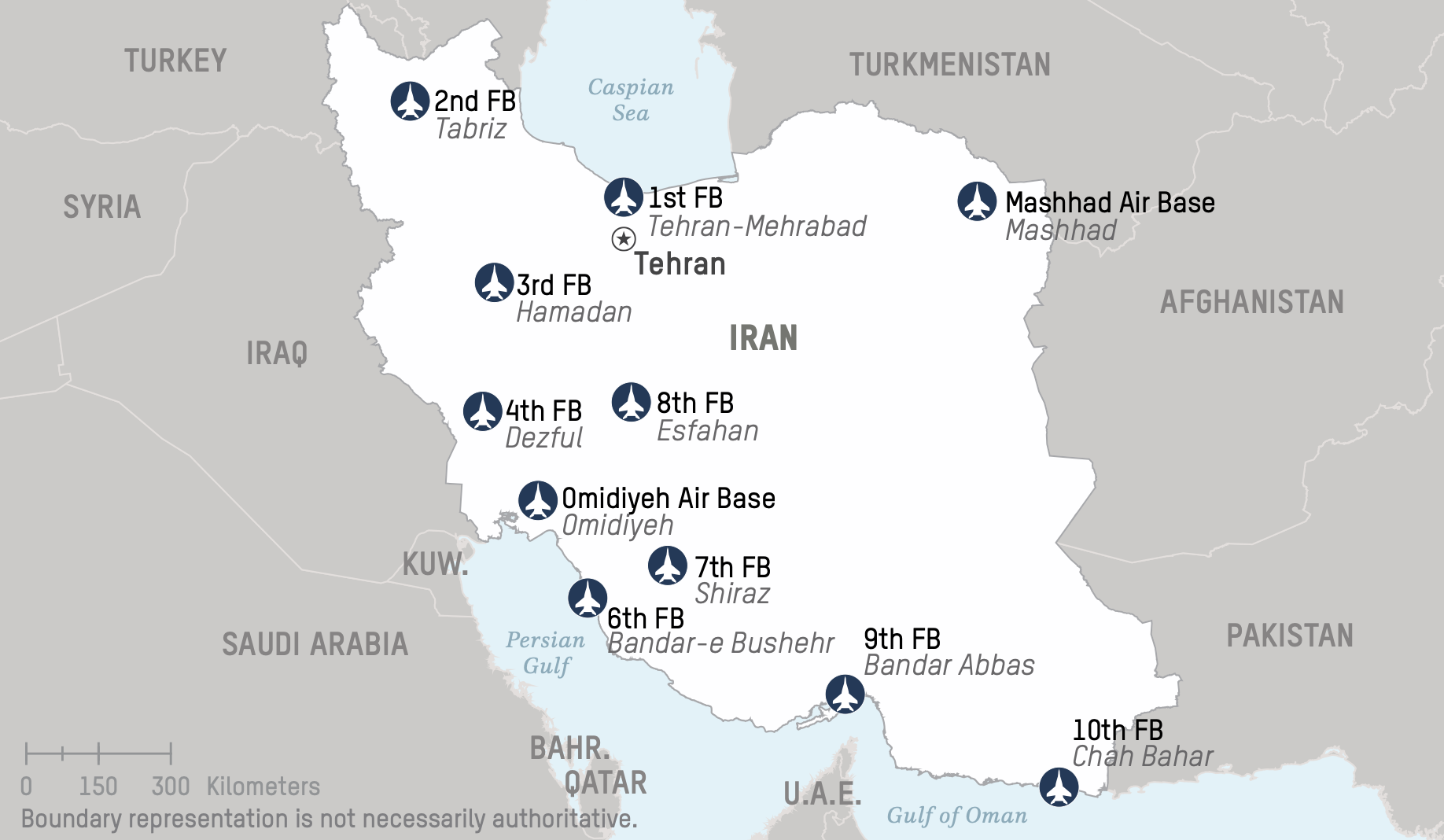
پایگاه‌های شکاری متعلق به نیروی هوایی ارتش و محل قرارگیری هر یک در نقشه

نیروی هوایی ارتش جمهوری اسلامی ایران اکنون ۱۵ پایگاه هوایی نظامی شناخته شده در اختیار دارد. از این تعداد، شمار ۱۲ پایگاه در زمان سلطنت محمدرضا شاه پهلوی ساخته شدند.
- پایگاه اول: تهران (مهرآباد)
- پایگاه دوم: تبریز (فکوری)
- پایگاه سوم: همدان (نوژه)
- پایگاه چهارم: دزفول (وحدتی)
- پایگاه پنجم: امیدیه (اردستانی)
- پایگاه ششم: بوشهر (یاسینی)
- پایگاه هفتم: شیراز (دوران)
- پایگاه هشتم: اصفهان (بابایی)
- پایگاه نهم: بندرعباس
- پایگاه دهم: چابهار (کنارک)
- پایگاه یازدهم: تهران (دوشان تپه)
- پایگاه دوازدهم: بیرجند (حسینی)
- پایگاه سیزدهم: زاهدان
- پایگاه چهاردهم: مشهد (حبیبی)
- پایگاه پانزدهم: عقاب ۴۴

در سال ۱۳۸۶ (۲۰۰۷ میلادی) ارتش جمهوری اسلامی ایران اعلام کرد که نخستین پایگاه نظامی خود، پس از انقلاب ۱۳۵۷ را، در نزدیکی شهر بیرجند، مرکز استان خراسان جنوبی، (پایگاه دوازدهم) در شرق ایران راه‌اندازی کرده است. از ۱۴ پایگاه هوایی فعال در ایران، دو پایگاه امیدیه و زاهدان، پس از تغییرات ساختاری در نیروی هوایی ارتش، به نیروی پدافند هوایی ارتش واگذار شدند و پایگاه دوشان‌تپه تهران نیز، پایگاه آموزشی می‌باشد.
در بهمن ماه ۱۴۰۱ برای اولین بار خبرگزاری صدا و سیما گزارشی از پایگاه هوایی راه‌کنشی عقاب ۴۴ نهاجا پخش کرد که یک پایگاه هوایی مخفی در عمق چند ده متری کوه است و در این گزارش ادعا شد که چندین پایگاه هوایی مخفی مانند این پایگاه در ایران وجود دارد.

## گردان پهپادی
در اسفندماه سال ۱۳۹۳ نیروی هوایی ارتش، اقدام به راه‌اندازی گردان‌های رزمی پهپادی، در کلیه پایگاه‌های هوایی نمود. نخستین دوره خلبانان پهپاد نیز به صورت آکادمیک آموزش دیدند. به گفته فرمانده پهپاد نیروی هوایی ارتش، از پهپاد در ماموریت‌های شناسایی، مراقبت، مشاهده صحنه نبرد، جمع‌آوری اطلاعات، انجام پروازهای رزمی، اجرای جنگ الکترونیک، عملیات فریب، عملیات‌های انتحاری، شکاری رهگیر، آموزشی و پشتیبانی فرماندهی، استفاده می‌شود. همچنین در کلیه مأموریت‌هایی که می‌خواهند نیروی انسانی به صورت مستقیم درگیر نشود، پهپادها به‌عنوان مکمل پروازهای جنگنده‌ها، مورد استفاده قرار می‌گیرند.

## جنگ ایران و عراق
نیروی هوایی ارتش ایران در سالهای پس از وقوع انقلاب، در جریان آزادسازی کردستان از اشغال احزاب تجزیه طلب، جنگ ایران و عراق و مقابله با نیروهای طالبان، همچنین عقب راندن کشتی‌های اکتشافی جمهوری آذربایجان از میدان‌ها نفتی مورد مناقشه در دریای خزر و نیز در عملیات منجر دستگیری عبدالمالک ریگی، حضوری فعال داشت.

### عملیات کمان ۹۹
عملیات کمان ۹۹ (یا عملیات سایه البرز) پس از عملیات انتقام (نخستین پاسخ، در فاصله زمانی ۲ ساعت پس از حمله رسمی عراق به ایران) توسط نیروی هوایی ارتش طرح‌ریزی و اجرا شد. این عملیات اولین عملیات هوایی گسترده‌ای بود، که توسط نیروی هوایی ارتش جمهوری اسلامی ایران پس از حمله عراق به ایران و در تاریخ ۱ مهرماه ۱۳۵۹ انجام گرفت. در عملیات کمان ۹۹ شمار ۲۰۰ فروند هواپیمای جنگنده شرکت داشتند، که از این تعداد، تعداد ۱۴۰ فروند، از مرز عبور کردند و ۶۰ فروند دیگر نیز وظیفه پشتیبانی را برعهده داشتند. در این عملیات خلبانان ایرانی، فرودگاه‌ها و آشیانه‌های نظامی متعلق به نیروی هوایی عراق و ارتش عراق را در مناطق کرکوک، موصل، رشید، حبانیه، ناصریه، شعیبیه، کوت و المثنی، مورد هدف قرار دادند. در عملیات کمان۹۹ نیروی هوایی ارتش، از جنگنده-بمب‌افکن‌های اف-۵ و اف-۴؛ برای بمباران مواضع، از هواگردهای شکاری-رهگیر اف-۱۴؛ برای محافظت از هواپیماها، از هواپیماهای بوئینگ ۷۴۷ و بوئینگ ۷۰۷؛ برای سوخت‌رسانی و از هواپیمای سی-۱۳۰ هرکولس؛ به‌منظور جمع‌آوری اطلاعات الکترونیکی جهت مشخص کردنِ محل پایگاه‌های موشکی، استفاده شد. کمان ۹۹ بزرگ‌ترین عملیات نظامی تاریخ نیروی هوایی ایران و عملیاتی موفق بود، که باعث برتری هوایی ارتش ایران در ماه‌های آغازین جنگ ایران و عراق شد.

### عملیات اچ-۳
عملیات اچ-۳ در تاریخ ۱۵ فروردین ۱۳۶۰ توسط نیروی هوایی ارتش جمهوری اسلامی ایران، با هدف حمله به پایگاه هوایی اچ-۳ در خاک عراق و در نزدیکی مرز اردن انجام گرفت. در این عملیات بیش از ۴۸ هواپیمای عراقی که بیشتر آن‌ها بمب‌افکن‌های ساخت روسیه بودند، از بین رفتند.

### عملیات اوسیراک
عملیات شمشیر سوزان (حمله به اوسیراک) یا عملیات اوسیراک، از عملیات‌های هوایی در طول جنگ ایران و عراق بود، که توسط نیروی هوایی ارتش جمهوری اسلامی ایران و در تاریخ ۸ مهر ۱۳۵۹ (۳۰ سپتامبر ۱۹۸۰) سازماندهی و اجرا گردید. در طی این عملیات جنگنده‌های اف-۴ ایرانی، با نفوذ به عمق خاک عراق، تأسیسات اتمی اوسیراک را که در حال تکمیل و دریافت سوخت بود، بمباران کردند. ۳ ماه بعد، دومین حمله به این تأسیسات، توسط نیروی هوایی اسرائیل انجام شد، که این بمباران به انهدام کامل نیروگاه اتمی اوسیراک انجامید.

## فرماندهان
کفیل فرماندهی نیروی هوایی ملی ایران:
- سرتیپ کیومرث ثقفی - از ۲۲ بهمن ۱۳۵۷ تا ۲۳ بهمن ۱۳۵۷

کفیل ریاست ستاد نیروی هوایی ملی ایران:
- سپهبد سید سعید مهدیون - از ۲۳ بهمن ۱۳۵۷[۱۶] تا ۲۷ بهمن ۱۳۵۷

رئیس ستاد نیروی هوایی ملی ایران:
- سپهبد شاپور آذربرزین - از ۲۷ بهمن ۱۳۵۷[۱۷] تا ۶ اسفند ۱۳۵۷

فرمانده نیروی هوایی ارتش:
- سرتیپ اصغر ایمانیان - از ۶ اسفند ۱۳۵۷ تا ۲۰ مرداد ۱۳۵۸
- سرلشکر مصطفایی - از ۲۰ مرداد ۱۳۵۸[۱۸] تا ۲۸ مرداد ۱۳۵۸
- سرلشکر امیربهمن باقری - از ۲۸ مرداد ۱۳۵۸[۱۹] تا تیر ۱۳۵۹
- سرهنگ جواد فکوری - از تیر ۱۳۵۹ تا ۲۱ شهریور ۱۳۶۰[۲۰]
- سرهنگ محمدحسین معین‌پور - از ۲۱ شهریور ۱۳۶۰ تا ۴ آذر ۱۳۶۲
- سرهنگ هوشنگ صدیق - از ۴ آذر ۱۳۶۲ تا ۱۰ بهمن ۱۳۶۵
- سرهنگ منصور ستاری - از ۱۰ بهمن ۱۳۶۵ تا ۱۵ دی ۱۳۷۳[۲۱]
- سرتیپ حبیب بقایی - از ۶ بهمن ۱۳۷۳ تا ۶ خرداد ۱۳۸۰
- سرتیپ سید رضا پردیس - از ۶ خرداد ۱۳۸۰ تا ۱۴ مهر ۱۳۸۳
- سرتیپ کریم قوامی - از ۱۴ مهر ۱۳۸۳ تا ۶ آبان ۱۳۸۵
- سرتیپ احمد میقانی - از ۶ آبان ۱۳۸۵ تا ۱۰ شهریور ۱۳۸۷
- سرتیپ حسن شاه‌صفی - از ۱۰ شهریور ۱۳۸۷ تا ۲۸ مرداد ۱۳۹۷
- سرتیپ عزیز نصیرزاده - از ۲۸ مرداد ۱۳۹۷ تا ۲۸ شهریور ۱۴۰۰
- سرتیپ حمید واحدی - از ۲۸ شهریور ۱۴۰۰ تاکنون

## ناوگان
تعداد پرسنل نیروی هوایی ارتش در حدود ۵۲ هزار نفر است. هواپیماهای فعال در نیروی هوایی ارتش بر اساس آمار غیررسمی شامل این موارد است:
| هواگرد                    | تصویر              | اصلیت               | نقش                             | ویرایش‌ها                        | در حال خدمت (تخمینی)                                                                  | توضیحات |
| هواگردهای بال ثابت        | هواگردهای بال ثابت | هواگردهای بال ثابت  | هواگردهای بال ثابت              | هواگردهای بال ثابت              | هواگردهای بال ثابت                                                                    | هواگردهای بال ثابت |
| ------------------------- | ------------------ | ------------------- | ------------------------------- | ------------------------------- | ------------------------------------------------------------------------------------- | --- |
| صاعقه                     |                    | ایران               | چند منظوره                      |                                 | ۵ فروند                                                                               | |
| یاک-۱۳۰                   |                    | روسیه               | آموزشی-رزمی                     |                                 | نامعلوم                                                                               | دست کم ۲ فروند تحویل نیروی هوایی ایران شده است. |
| سوخو-۳۵                   |                    | روسیه               | جنگنده برتری هوایی              |                                 | نامعلوم                                                                               | تعداد نامشخصی سفارش داده شده است. دست کم ۲ فروند تحویل داده شده است.                                                                                  |
| اف-۱۴ تام‌کت               |                    | ایالات متحده آمریکا | جنگنده رهگیر و برتری هوایی      |                                 | ۵۵ فروند                                                                              | از مجموع ۷۹ فروند، دست کم ۱۹ فروند دچار سانحه شدند و ۵ فروند دیگر در طول جنگ ایران و اسرائیل از بین رفتند. تعداد نامعلومی نیز در خدمت عملیاتی نیستند. |
| داسو میراژ اف۱            |                    | فرانسه              | جنگنده رهگیر و چندمنظوره        |                                 | ۲۴                                                                                    | F1EQ5/6 و F1BQ3 |
| میگ-۲۹آ                   |                    | شوروی               | جنگنده برتری هوایی              |                                 | ۳۳ فروند                                                                              | |
| اف-۴ فانتوم ۲             | F-4                | ایالات متحده آمریکا | چند منظوره                      |                                 | ۷۰ فروند                                                                              | |
| نورثروپ اف-۵ئی            |                    | ایالات متحده آمریکا | چند منظوره                      |                                 | ۶۰ فروند                                                                              | |
| چنگدو جی-۷ (اف-۷ام)       |                    | چین                 | رهگیر                           |                                 | ۲۰ فروند                                                                              | |
| آذرخش                     |                    | ایران               | پشتیبانی نزدیک هوایی            |                                 | ۳ فروند                                                                               | |
| سوخو سو-۲۴                | Sukhoi su-24       | شوروی               | جنگنده بمب‌افکن                  |                                 | ۳۴ فروند                                                                              | |
| بوئینگ ۷۴۷                |                    | ایالات متحده آمریکا | هواپیمای ترابری                 | ۷۴۷–۱۰۰F                        | ۳ فروند                                                                               | |
| بویینگ kc-33a             |                    | ایالات متحده آمریکا | هواپیمای سوخت‌رسان/ترابری        | ۷۴۷–۱۰۰                         | ۱ تا ۳ فروند                                                                          | |
| بوئینگ ۷۰۷                |                    | ایالات متحده آمریکا | تشریفات/سوخت‌رسان/ترابری         |                                 | ۲۰ فروند                                                                              | |
| داسو فالکن-۵۰             |                    | فرانسه              | ترابری/VIP                      |                                 | ۳ فروند                                                                               | |
| لاکهید جت استار           |                    | ایالات متحده آمریکا | ترابری/VIP                      |                                 | ۱ فروند                                                                               | |
| هسا درنا                  |                    | ایران               | آموزشی                          | درنا                            | ۵ فروند                                                                               | |
| پرستو                     |                    | ایران               | آموزشی                          |                                 | ۱ فروند                                                                               | |
| کوثر                      |                    | ایران               | چند منظوره                      |                                 | ۳ فروند                                                                               | |
| اف-۵ بی (سیمرغ)           |                    | ایالات متحده آمریکا | آموزشی                          |                                 | ۱۰ فروند                                                                              | |
| بیچ‌کرفت بونانزا           |                    | ایالات متحده آمریکا | آموزشی                          | F33C                            | ۲۵ فروند                                                                              | |
| لاکهید تی-۳۳ شوتینگ استار |                    | ایالات متحده آمریکا | آموزشی                          | T-33A                           | غیر عملیاتی                                                                           | |
| میگ-۲۹ یوبی               |                    | شوروی               | آموزشی                          |                                 | ۷ فروند                                                                               | |
| پیلاتوس پی سی-۷           |                    | سوئیس               | آموزشی                          |                                 | ۳۵ فروند                                                                              | |
| چنگدواف تی-۷              |                    | چین                 | آموزشی                          |                                 | ۱۰ فروند                                                                              | |
| امبرائر ئی‌ام‌بی ۳۱۲ توکانو |                    | برزیل               | آموزشی                          |                                 | ۱۵ فروند                                                                              | |
| ساب سافاری                |                    | سوئد پاکستان        | آموزشی                          | Mushshak                        | ۲۵ فروند                                                                              | |
| سی-۱۳۰                    |                    | ایالات متحده آمریکا | ترابری تاکتیکی                  | C-130EC-130H                    | ۳۶ فروند                                                                              | |
| هسا سیمرغ                 |                    | ایران               | ترابری سبک                      |                                 | ۲ فروند                                                                               | |
| شرایک کمندر ۶۸۰           |                    | ایالات متحده آمریکا | ترابری                          |                                 | ۳ فروند                                                                               | |
| ایلیوشین آی‌ال-۷۶          |                    | شوروی               | ترابری                          |                                 | ۷ فروند                                                                               | |
| سوکاتا تی‌بی               |                    | فرانسه              | حمل و نقل سبک                   | تیبی-۲۱ ترینیدادتیبی-۲۰۰ توباگو | ۴ فروند۸ فروند                                                                        | |
| فوکر اف۲۷ فرندشیپ         |                    | هلند                | ترابری                          | F27-400MF۲۷–۶۰۰                 | ۱۰ فروند                                                                              | |
| پیلاتوس پی‌سی-۶ پورتر      |                    | سوئیس               | ترابری                          |                                 | ۱۰ فروند                                                                              | |
| پی-۳ اوریون               |                    | ایالات متحده آمریکا | گشت دریایی شناسایی ضد زیردریایی | P-3F                            | ۳ فروند                                                                               | |
| بالگردها                  |                    |                     |                                 |                                 |                                                                                       | |
| آگوستا-بل ۲۰۶             |                    | ایتالیا             | هلیکوپتر سبک                    |                                 | ۵ فروند                                                                               | |
| بل ۲۱۴                    |                    | ایالات متحده آمریکا | چندمنظوره - حمل و نقل متوسط     | بل-۲۱۴ سی                       | ۱۶۷ فروند (بیشتر بالگردها در هوانیروز هستند و فقط ۲۶ فروند در نیروی هوایی خدمت می‌کند) | |
| سی‌اچ-۴۷ شینوک             |                    | ایالات متحده آمریکا | حمل و نقل سنگین                 | CH-47C                          | ۵۱ فروند بالگرد در هوانیروز هستند و فقط حدود ۱۰ فروند در نیروی هوایی است              | |
| پهپادها                   |                    |                     |                                 |                                 |                                                                                       | |
| نورثروپ بی‌کیوام-۷۴ چوکار  |                    | ایالات متحده آمریکا | هدف پرنده                       |                                 |                                                                                       | مورد استفاده در رزمایش و تمرینات |
| کمان۱۲                    |                    | ایران               | پهپاد رزمی                      |                                 | نامعلوم                                                                               | |
| کمان۲۲                    |                    | ایران               | پهپاد رزمی-شناسایی              |                                 | نا معلوم                                                                              | |
| ابابیل۳                   |                    | ایران               | پهپاد رزمی-شناسایی              |                                 | نامعلوم                                                                               | |
| کرار                      |                    | ایران               | پهپاد رزمی-انتحاری - رهگیر      |                                 | نامعلوم                                                                               | علاوه بر نیروی هوایی در نیروی زمینی و نیروی دریایی نیز استفاده می‌شود                                                                                  |
| آرش                       |                    | ایران               | پهپاد انتحاری                   |                                 | نامعلوم                                                                               | علاوه بر نیروی هوایی در نیروی زمینی و نیروی دریایی نیز استفاده مشود                                                                                   |
| فطرس                      |                    | ایران               | پهپاد رزمی                      |                                 | نامعلوم                                                                               | دست کم ۲ فروند در خدمت |
| مهاجر ۶                   |                    | ایران               | پهپاد رزمی-شناسایی              |                                 | نامعلوم                                                                               | علاوه بر نیروی هوایی در نیروی زمینی نیز استفاده می‌شود                                                                                                 |
| امید                      |                    | ایران               | پهپاد انتحاری-شناسایی           |                                 | نامعلوم                                                                               | |
| ابابیل ۵                  |                    | ایران               | پهپاد رزمی - شناسایی            |                                 | نامعلوم                                                                               | |
| اخگر                      |                    | ایران               | پهپاد انتحاری                   |                                 | نامعلوم                                                                               | |
| سفارش‌های لغو شده          |                    |                     |                                 |                                 |                                                                                       | |
| اف-۱۶ فالکن               |                    | ایالات متحده آمریکا | جنگنده چند منظوره               | بلوک ۳۰                         | ۱۶۰ فروند سفارش ساخت به همراه ۱۴۰ فروند حق سفارش                                      | لغو شده در جریان انقلاب ۱۳۵۷ |
| اف-۱۴ تامکت               |                    | ایالات متحده آمریکا | برتری هوایی                     | F-14A                           | یک فروند در ایالات متحده باقی ماند                                                    | لغو شده در جریان انقلاب ۱۳۵۷ |
| اف-۱۸ هورنت               |                    | ایالات متحده آمریکا | جنگنده چند منظوره               | F-18L                           | ۲۰۰ تا ۲۵۰ فروند                                                                      | به‌علت مخالفت کنگره آمریکا و وقوع انقلاب، لغو شد. |
| بوئینگ سی‌اچ-۴۷ شینوک      |                    | ایتالیا             | بالگرد ترابری                   | تولید آگوستا                    | ۲۷ فروند از ۵۳ فروند تحویل نشد                                                        | لغو شده در جریان انقلاب |
| اف-۴ فانتوم۲              |                    | ایالات متحده آمریکا | جنگنده بمب افکن                 |                                 | ۳۱ فروند از ۳۸ فروند تحویل نشد                                                        | لغو شده در جریان انقلاب |
| بویینگ ئی-۳ سنتری         |                    | ایالات متحده آمریکا | AWACS                           |                                 | ۷ فروند                                                                               | لغو شده در جریان انقلاب سفارش‌ها به نیروی هوایی عربستان سعودی تحویل شد.                                                                                |

در سال ۲۰۰۷، عراق از ایران خواست تا تعدادی از هواپیماهای جنگنده عراقی را که پیش از جنگ خلیج فارس در سال ۱۹۹۱ به آنجا پرواز کرده بودند، بازگرداند. از سال ۲۰۱۴، ایران پذیرای درخواست‌ها بود و در حال کار بر روی نوسازی تعداد نامشخصی از جت‌ها بود. در اواخر سال ۲۰۱۴، ایران ۱۳۰ هواپیمای نظامی را به عراق بازگرداند.

## هواپیماهای پناهنده عراق
در جریان جنگ خلیج فارس در سال ۱۹۹۱ میلادی، بیش از ۲۰۰ فروند هواپیمای متعلق به نیروی هوایی عراق، منهدم شدند و بمب‌های هدایت لیزری نیروهای ائتلاف، پناهگاه‌های هواپیماهای عراقی را نابود کردند. پس از آن حدود نیمی از ناوگان نیروی هوایی عراق، برای جلوگیری از انهدام بیشتر، به ایران پناهنده شدند. دلیل این کار به درستی مشخص نیست. تعداد این هواپیماها بر اساس یک برآورد ۱۲۲ تا ۱۳۷ فروند و بر اساس برآورد دیگری ۱۱۵ تا ۱۴۰ فروند بوده است. مقامات عراقی در سال ۲۰۰۰ مدعی بودند که بیش از ۱۰۰ فروند هواپیمای نظامی و ۳۳ هواپیمای غیرنظامی آن‌ها، به ایران رفته‌اند اما ایرانی‌ها تعداد آن‌ها را بسیار کمتر می‌دانند.
| هواپیما     | خاستگاه | نقش                    | تعداد فرار به ایران |
| ----------- | ------- | ---------------------- | ------------------- |
| میگ-۲۳      | شوروی   | جنگنده بمب افکن        | ۱۲                  |
| میگ-۲۵      | شوروی   | جنگنده رهگیر           | ۷                   |
| میگ-۲۹      | شوروی   | جنگنده برتری هوایی     | ۴                   |
| میراژ اف-۱  | فرانسه  | جنگنده چندمنظوره       | ۲۴                  |
| سوخو-۲۰     | شوروی   | جنگنده بمب افکن        | ۴                   |
| سوخو-۲۲     | شوروی   | جنگنده بمب افکن        | ۴۰                  |
| سوخو-۲۴     | شوروی   | جنگنده ضربتی           | ۲۴                  |
| سوخو-۲۵     | شوروی   | جنگنده پشتیبانی نزدیک  | ۷                   |
| ایلیوشین-۷۶ | شوروی   | ترابری سنگین استراتژیک | ۱۵                  |
| تعداد کل    |         |                        | ۱۳۷                 |

## دانشگاه نیروی هوایی
دانشگاه علوم و فنون هوایی شهید ستاری یا به‌اختصار؛ دانشگاه هوایی، دانشجویان داوطلب را در رشته‌های زیر آموزش می‌دهد:
- دانشکده پرواز: خلبانی، خلبانی پهپاد و مراقبت پرواز
- دانشکده هوافضا: مهندسی هوافضا و مهندسی نگهداری هواپیما
- دانشکده کنترل: پدافند، فاشا (فرماندهی اطلاعات و شناسایی)
- دانشکده برق: مهندسی برق و جنگال (جنگ الکترونیک)
- دانشکده کامپیوتر: مهندسی رایانه گرایش مهندسی نرم‌افزار
- دانشکده مدیریت: مدیریت
- دانشکده تحصیلات تکمیلی: رمزخوانی و امنیت پرواز
- از آنجا که دانش‌آموختگان این دانشگاه، افسران نیروی هوایی ارتش خواهند بود، در زمان دانشجویی، افزون بر آموزش‌های علمی، دوره‌های آموزش نظامی را نیز می‌گذرانند. ساختمان مرکزی دانشگاه علوم و فنون هوایی، در منطقه مهرآباد جنوبی مستقر می‌باشد.

## نگارخانه

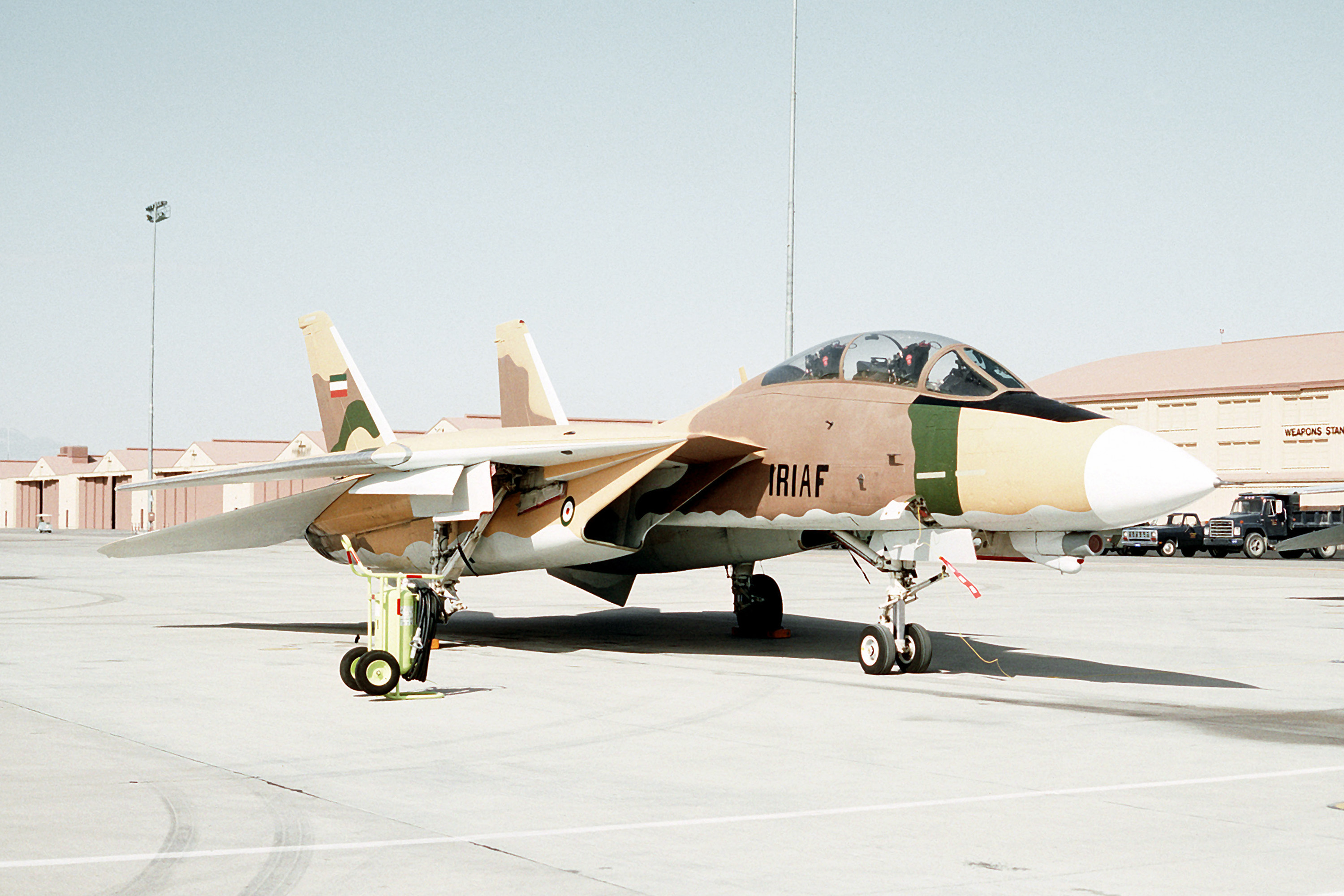
اف۱۴ای تام‌کت در آموزشگاه تاپ‌گان، که به رنگ و نشان نیروی هوایی ایران، رنگ‌آمیزی شده است

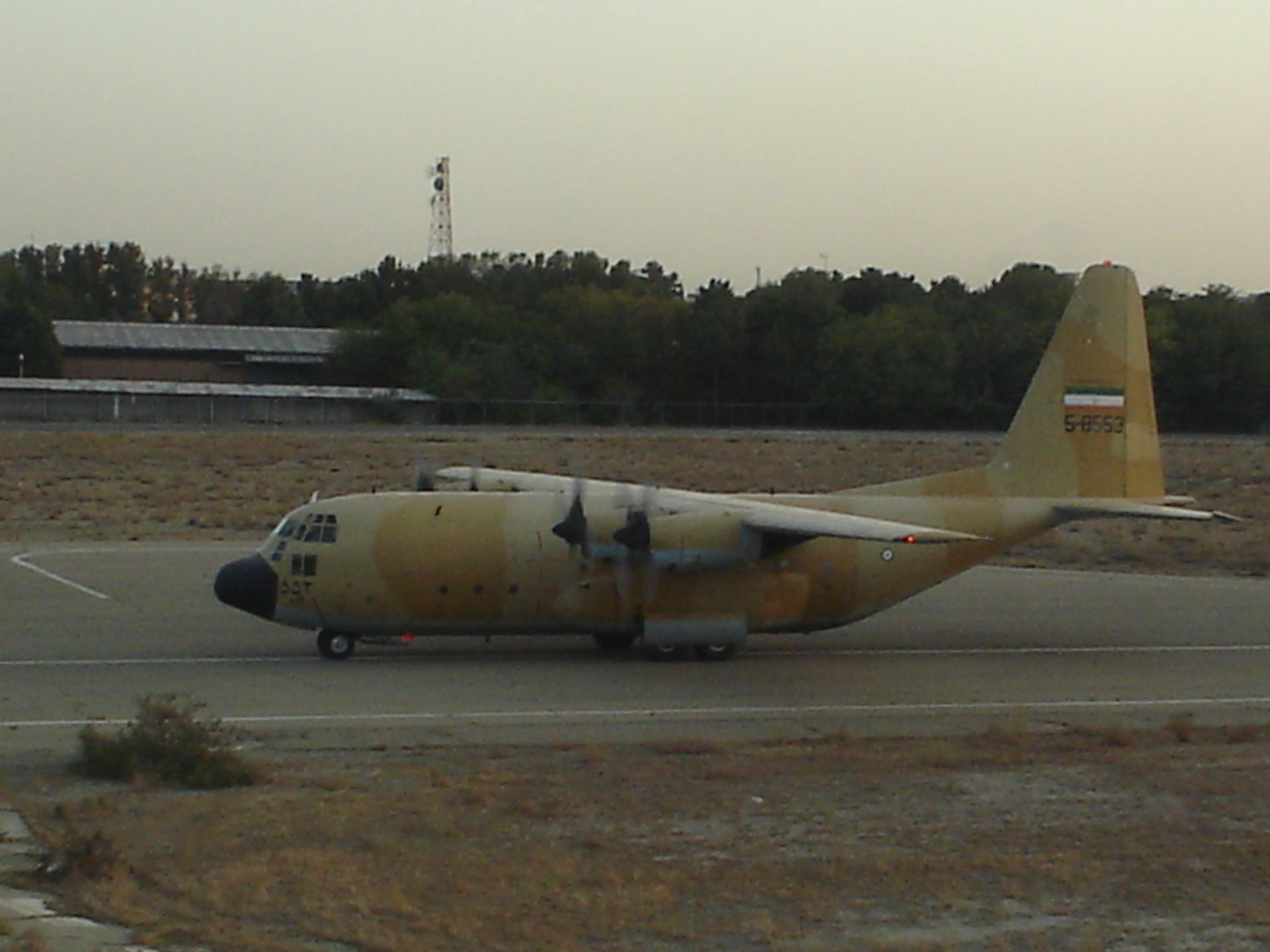
سی-۱۳۰ هرکولس نیروی هوایی ایران